# Вратарь
Во многих игровых командных видах спорта врата́рь (также голки́пер, от англ. goalkeeper) — игрок, обязанностью которого является защищать свои ворота, то есть не давать команде противника забить гол. Обычно существуют специальные правила, которые относятся только к вратарям. Вратари часто носят дополнительное снаряжение. До XX века слово «вратарь» было архаизмом и означало стражника городских ворот.

## Вратари в различных видах спорта

### Футбол

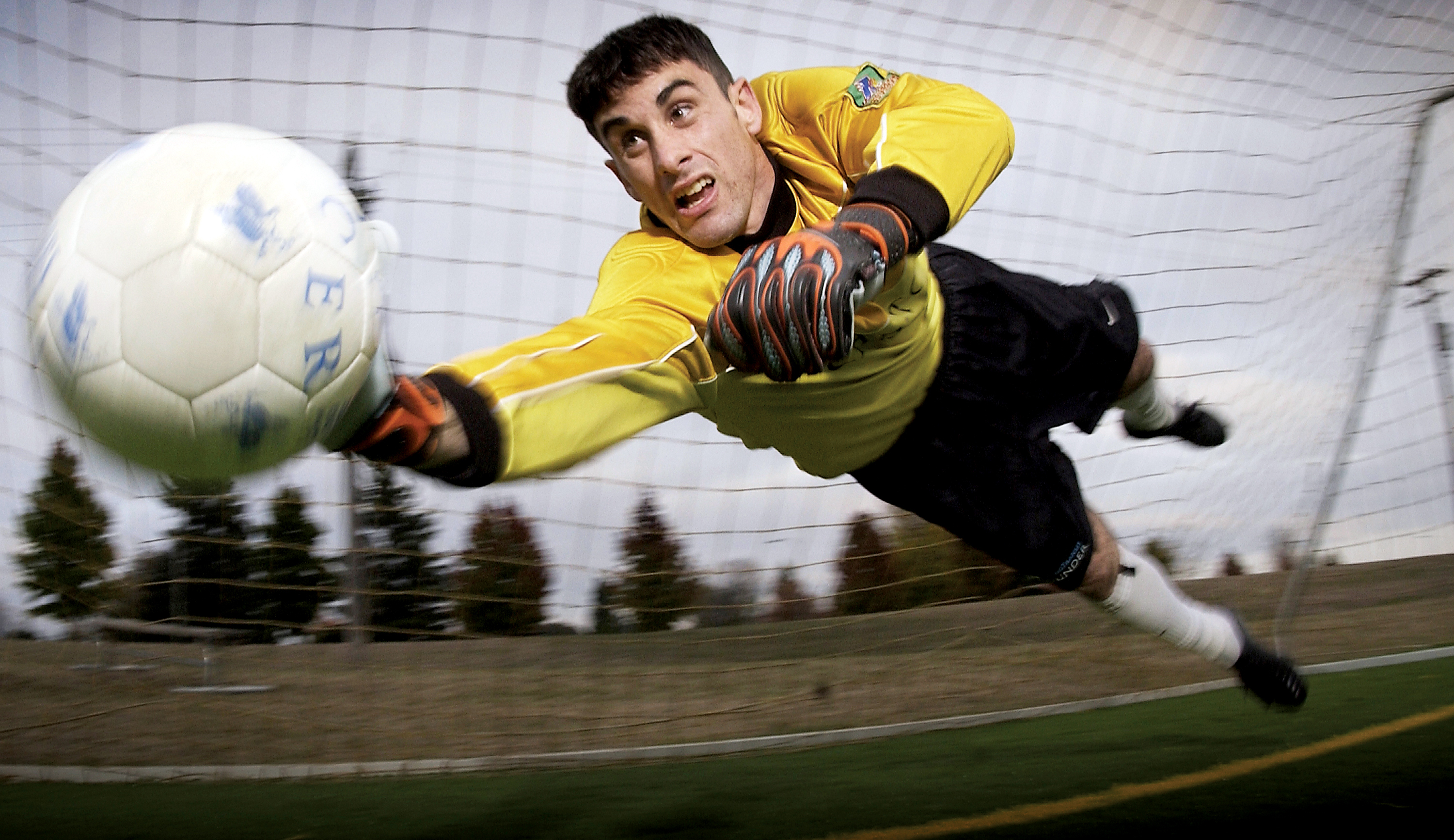
Футбольный вратарь

В футболе вратарь может прикасаться к мячу руками в пределах своей штрафной площади. Вратарская форма должна отличаться от формы других игроков команды, а также игроков команды соперника и судей. Вратарь носит специальные перчатки, смягчающие удары и позволяющие ему лучше держать мяч. Вратарь, покинувший штрафную площадь, считается обычным игроком.

### Мини-футбол
В мини-футболе вратарь имеет право играть руками в пределах своей штрафной площади. В случае игры рукой за пределами штрафной он получает прямую красную карточку. Контролировать мяч на своей половине площадки (руками или ногами) он может не более 4 секунд. Также в её пределах запрещено отдавать вратарю более одной передачи; в противном случае назначается свободный удар. В то же время на чужой половине поля вратарь может владеть мячом неограниченное количество времени и получать неограниченное число передач. Также в мини-футболе существует возможность выпустить пятого полевого игрока во вратарской майке вместо вратаря, при этом на данного игрока распространяются все правила, действующие для вратарей.

### Хоккей с мячом

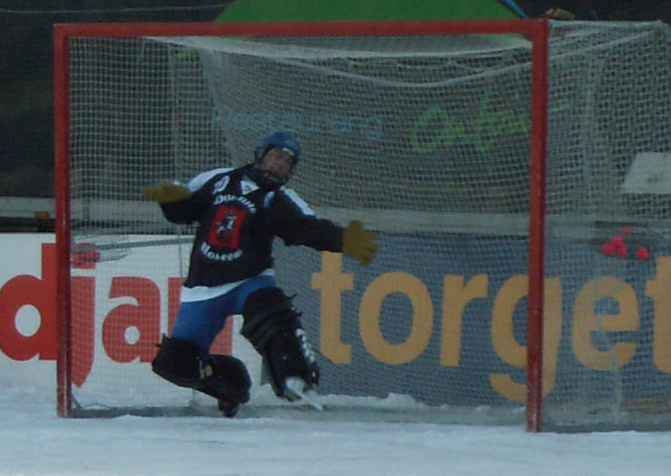
Кирилл Хвалько, «Динамо» (Москва)

В хоккее с мячом вратарь играет без клюшки в пределах штрафной площади (полукруг радиусом 17 м). Костюм вратаря по цвету должен отличаться от костюма остальных игроков команды. Вратарю разрешается для предохранения от ушибов при падении и прямом попадании мяча надевать защитное снаряжение, а также специальные щитки, плотно облегающие ноги. Для защиты кистей разрешается надевать особые перчатки, но пальцы перчаток вратаря должны быть разделены и не должны иметь между собой перепонок или ловушек. Разрешается на перчатку наклеивать слой губки, поролона или другого материала, не увеличивая их размеров. Вратарь также должен быть на коньках и в шлеме. Использование вратарём защитной маски является обязательным.

### Хоккей с шайбой

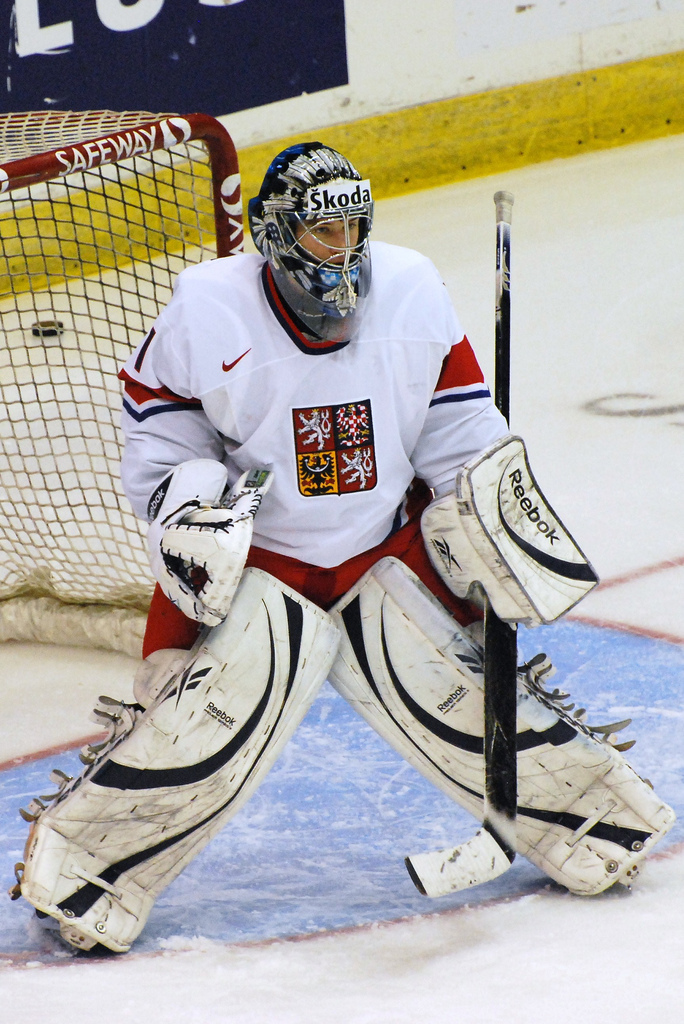
Павел Францоуз

В хоккее с шайбой вратарь носит специальное снаряжение, состоящее из усиленного панциря, шлема, щитков, ловушки, блина и специальной клюшки. Вратарь может прижимать шайбу ко льду или зажимать её в ловушке, чтобы остановить игру (для этого он должен удерживать шайбу в течение трёх секунд). Нападение на вратаря считается нарушением.
В отличие от вратарей в других видах спорта, вратарь в хоккее с шайбой на английском языке обычно называется не goalkeeper, а goaltender или goalie.

### Хоккей на траве
В хоккее на траве вратарь носит защитное снаряжение и ему разрешается отражать мяч любой частью тела.
Вратарь может играть всеми частями тела только в круге удара, за ним он может играть только клюшкой.

### Водное поло
В водном поло вратарь может брать мяч двумя руками и производить броски по чужим воротам. У вратарей красная шапочка в отличие от полевых игроков. Традиционно вратари играют под номерами 1 (обычно основной вратарь) или 13 (обычно запасной вратарь).

### Гандбол
В гандболе вратарь играет во вратарской зоне (расстояние 6 м от ворот). Форма вратаря по цвету должна отличаться от формы остальных игроков команды и от цвета формы вратаря команды-соперника. Вратарю разрешается надевать защитное снаряжение на голову (мягкий шлем). Использование вратарём защитной раковины является обязательным. Во вратарской зоне вратарь может прикасаться к мячу любой частью тела. По современным правилам игрокам присваиваются номера от 1 до 20, однако номер 1 отдаётся вратарю. Кроме того, по традиции вратари обычно играют под номерами 12 и 16. (Раньше правилами чётко устанавливалось, что номера 1, 12 и 16 принадлежат вратарям команды.)